# Masoga rava
Masoga rava är en fjärilsart som beskrevs av William Schaus 1913. Masoga rava ingår i släktet Masoga och familjen nattflyn. Inga underarter finns listade i Catalogue of Life.